# 弗農 (密歇根州)
弗農（英語：Vernon）是位於美國密歇根州夏厄沃西縣弗農鎮區的一個村。

## 人口
根據2020年美國人口普查的數據，弗農的面積為2.64平方千米，當中陸地面積為2.58平方千米，而水域面積為0.06平方千米。當地共有人口738人，而人口密度為每平方千米279人。